# گربه پالاس
گربهٔ پالاس (نام علمی: Felis manul) یک گربه‌سان وحشی کوچک بومی آسیای میانه و بخش های از کشور ایران است. این جانور تقریباً کمی بزرگتر از اندازهٔ یک گربه خانگی است و دارای حدود ۶۰ سانتی‌متر طول (بدون احتساب دم ۲۵ سانتی‌متری‌اش) و به‌طور متوسط ۳٫۶ کیلوگرم وزن است. رنگ موهای بدن‌اش خاکستری روشن یا زرد تیره همراه با نوارهای عمودی است که گاهی در میان موهای انبوه و متراکم بدن، دیده نمی‌شوند.
این گربه شکل‌های گوناگونی دارد که آن را از دیگر گربه‌سانان متمایز می‌سازد. چشمان گرد این جانور، برجسته‌ترین ویژگی‌اش به‌شمار می‌آید. پاهایش کوتاه هستند، سرین‌اش نسبتاً بزرگ است و موهایش بلند و انبوه هستند.

## بوم‌شناسی
گربه پالاس در استپهای تا ارتفاع ۴٫۰۰۰ متر زندگی می‌کند. سحرگاه و غروب‌ها به شکار می‌رود و از جوندگان، پیکاها، موش‌ها، خرگوش و پرندگان تغذیه می‌کند. زیستگاه وی با زیستگاه پیکای افغانی یا اجتماعات بزرگ جوندگان همپوشانی دارد. در برخی نقاط نیز از کبک معمولی تغذیه می‌کند.

## زیستگاه و وضعیت
- ایران: ایران غربی‌ترین محدودهٔ زندگی گربه پالاس است. این حیوان بیشتر در شمال شرق ایران مشاهده شده و گزارش‌های پراکنده‌ای از حضور آن در مرکز و شمال غرب نیز در دست است. در سال ۲۰۰۸ یک دوربین تله‌ای با ثبت تصویری از این گونه در پارک ملی خجیر حضور این گونه را در البرز مرکزی نیز ثابت کرد. در سال ۱۳۹۲ نیز یک گربه پالاس توسط شکارچیان در شهرستان بافت زنده‌گیری شد.[۱] بعد از آن و در شهریور ۱۳۹۴ هم معاون محیط طبیعی محیط زیست استان سمنان از مشاهده یک قلاده گربه پالاس به همراه توله‌اش در پناهگاه خوش‌ییلاق شاهرود خبر داد.[۲] در جریان پروژه پلنگ شمال شرقی ایران هم، یکی از دوربین‌های نصب شده انجمن یوزپلنگ ایرانی در پارک ملی ساریگل پاییز ۱۳۹۴ چند تصویر از یک گربه پالاس گرفت.[۳] همچنین در آذر ماه ۱۳۹۴ یکی از دوربین‌های نصب شده در پارک ملی سالوک تصویر زیبایی از گربه پالاس در این منطقه ثبت کرد.[۴] بیشتر گزارش‌ها از گربه پالاس مربوط به حیوانات مرده یا زنده‌گیری شده توسط چوپانان در ارتفاعات بالا می‌شود. اطلاعات بسیار کمی در مورد تغذیه، زیستگاه‌ها، تولید مثل و رفتارهای اجتماعی این جانور در دست است و به‌نظر می‌رسد کشته‌شدن توسط سگ‌های گله تهدید مهمی برای ادامهٔ حیات گربه پالاس در این کشور باشد.

## زیرگونه‌ها

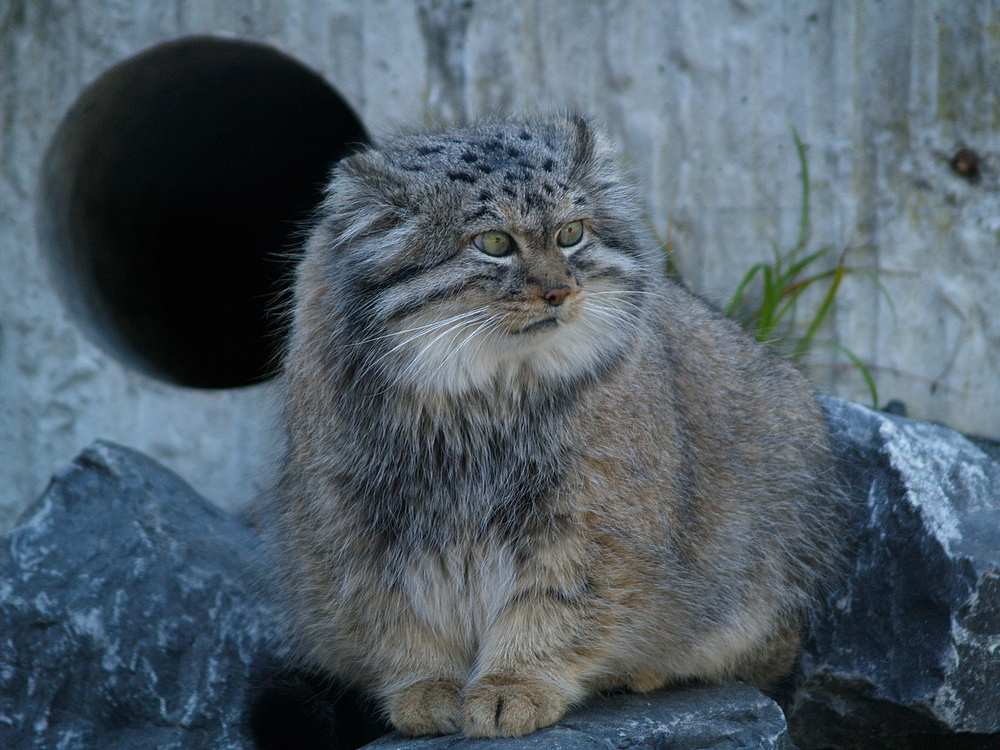
یک گربه پالاس در باغ وحش زوریخ

سه زیرگونه از این گربه شناسایی شده‌است:
- اتوکولوبوس مانول مانول در مغولستان، چین باختری
- اتوکولوبوس مانول فروگینه در ایران، ارمنستان، قزاقستان، قرقیزستان، ترکمنستان، ازبکستان، تاجیکستان، افغانستان و پاکستان
- اتوکولوبوس مانول نیگریپکتا در کشمیر، نپال و تبت